# Кто ты, всадник?
«Кто ты, всадник?» — советский художественный широкоэкранный фильм 1987 года, снятый режиссёром Амангельды Тажбаевым на киностудии «Казахфильм» по сценарию Бахыта Килибаева и Александра Баранова.
Премьера фильма состоялась 4 января 1988 года.

## Сюжет
В приграничных районах Казахстана во время Советской власти английская кампания пытается вывезти драгоценный металл за границу. Управляющий Ренделл поручает операцию своему агенту Аллану Кейну, однако за золотом охотятся белогвардейцы и племя Ералы. Кейну приходится бежать с девушкой Айжан, которую он обещает обменять на золото. После множества приключений и обманов золото возвращается государству, а Такыр и Айжан находят счастье вместе.

## В ролях
- Джамбул Худайбергенов — Такыр
- Куман Тастанбеков (озвучивал Валерий Рыжаков) — Ералы
- Ляйлим Есимова — Айжан
- Леонид Ярмольник — Аллан Кейн
- Ментай Утепбергенов — Тлеп
- Михаил Светин — Радченко
- Владимир Головин — Ренделл
- Данияр Жаканов — Булат
- Димаш Ахимов — Федя Базов
- Хусаин Темиров — Жунус Байгожин, председатель
- Жумабай Медетбаев — дед Алимкул
- Касым Жакибаев — мулла
- Юрий Карпенко (озвучивал Юрий Саранцев) — Пётр, казак
- Леонид Терешин — полковник Назаров
- И. Бураков — есаул Сорокин

В эпизодах:
- Тохтахун Бахтыбаев
- Ураз Дюсенов
- Юрий Синин
- Даурен Медетбаев
- Зейнулла Сетеков
- Бикен Римова
- Байкенже Бельбаев
- К. Искакова
- Уайс Султангазин
- Болат Калымбетов
- Артур Ваха — Зайцев
- В. Коновалов
- Марат Азимбаев
- Сергей Бельский
- Бибиза Куланбаева
- К. Закиров
- Сарсен Баймухпнов
- Алиайдар Каржаухов
- Жанас Искаков
- С. Воронцов
- Д. Айманов
- Ш. Тажбаева

## Съёмочная группа
- Авторы сценария: Бахыт Килибаев, Александр Баранов
- Режиссёр-постановщик: Амангельды Тажбаев
- Оператор-постановщик: Марат Дуганов
- Художник-постановщик: Виктор Тихоненко
- Композитор: Ескендир Хасангалиев
- Звукооператор: Зинаида Мухамеджанова
- Режиссёр: Карл Исабеков
- Оператор: Николай Кириенков
- Художник-декоратор: Михаил Колбасовский
- Художник по костюмам: Елена Дергачева
- Художник-гримёр: Г. Старикова
- Монтажёр: Айман Кистауова
- Ассистенты режиссёра: Т. Танин, А. Ергусаева, Г. Эпштейн
- Ассистенты оператора: И. Кочетков, А. Мочихин
- Комбинированные съёмки:
  - Оператор: А. Ананин
  - Художник: А. Жуков
- Художник-фотограф: В. Ткаченко
- Мастер по свету: Я. Исхаков
- Мастер-пиротехник: Б. Бигожин
- Главный консультант: К. Нурпеисов
- Постановщик трюков: Александр Андреев
- Редакторы: Мелис Атамкулов, М. Сапарбаев
- Административная группа: В. Кузьменко, В. Канатов, В. Скориков
- Директор картины: Ульян Дубинин
- Инструментальный ансамбль «Сункар»:
  - Исполнитель песен: К. Закиров